# 石株桥乡
石株桥乡，是中华人民共和国湖南省邵陽市邵东市下辖的一个乡镇级行政单位。 石株桥乡地处邵东县东南边陲，距县城48公里，东南部与衡阳、祁东接壤，西北与該县灵官殿镇相连。

## 行政区划
石株桥乡下辖以下 29 村地区：
敬家村、长兴村、顺兴村、石夫村、成家村、夫和村、龙云村、棠荫村、仙家村、中和堂村、永远村、金华村、大岭村、石株桥村、文龙村、留传村、双新村、双成村、西夫村、军营村、石潭村、花园村、公田村、长兴街村、同乐坪村、联兴村、金珠村、横铺子村和界岭街村。

## 農產
农业主要以种植稻谷为主，兼种油茶、红薯、玉米、小麦、大豆等其它经济作物。近年更朝“山上种油茶、山下种葡萄”的特色农业发展。

## 礦產
境内资源丰富，矿产以铅锌为主，重晶石、独居石等储量丰富。